# Sántha István
Sántha István (Szombathely, 1968. február 28. –) szociálantropológus, a Bölcsészettudományi Kutatóközpont Néprajztudományi Intézetének tudományos főmunkatársa.
Kutatási területei: dél- és kelet-szibériai népek (evenkik, burjátok, tofák, kirgizek) szociálantropológiai kutatása; Diószegi Vilmos és Almásy György; tajga és füvespuszta kontaktzónája, helyi sámánista gyakorlatok, kulturális kontaktusok, egyenlőségi és hierarchikus társadalmak kommunikációs stratégiái, Gregory Bateson kibernetikus antropológiája, a megszámlálhatatlanság antropológia elmélete, fotográfiai elemzés, Dél-Vértes, 2. világháború.

## Élete, munkássága
1996-ban végzett az ELTE kartográfia, geográfia és hidrológia szakán, majd két évvel később ugyanitt a kulturális antropológia szakon is diplomát szerzett. 2004-ben PhD-fokozatot szerzett mongol nyelvészetből az ELTE Belső-Ázsia Tanszékén.
1995 és 1999 között földrajzot tanított a Városmajori Gimnáziumban, 1999-től MTA Néprajzi Kutatóintézet munkatársa, 2011-től tudományos főmunkatárs. 2003–2004-ben a Max Planck Institute for Social Anthropology ösztöndíjasa, 2012–14 között a Cambridge-i Egyetem szociálantropológiai tanszékének Marie Curie postdoc kutatója volt.
1990 óta rendszeresen végez terepmunkát nyugati burjátok, evenkik (orocsonok és tunguzok), kirgizek és tofák körében. Állomásozó terepmunkát kétszer végzett: 2000-ben a Bajkál nyugati oldalán élő ehirit-burjátok, 2008–2009-ben a kelet-burjátiai evenki-orocsonok körében.

## Díjak, kitüntetések
- Akadémiai ifjúsági díj (2003)
- Magyar Felfedezői nagydíj – Földgömb/MTA (2015)

## Terepmunkák
- 2019 Bashkortostan
- 2019 Amur Region and Sakhalin
- 2017-8 Kazakhstan, Kirgizstan, Karakalpakstan
- 2015–16 South Vértes Mountain
- 2008–19 Baunt Evenki-Orochons
- 2006 Western Buryats, Kurumkan-Barguzin Evenki
- 2005 Taiga and Steppe Buryats, Ulan-Ude, Chita, Southern-Yakutia
- 2004 Baunt Evenki
- 2003 Verhne-Tuturi Evenki
- 2000 Western Buryats
- 1999 Tungokochen Evenki
- 1998 Tofa, Western Buryats
- 1997 Western Buryats
- 1995 Western Buryats, Kalar Evenki
- 1994 Yssyk-köl Kyrghyz
- 1993 Western Buryats

## Publikációk

### Önálló kötetek
- 2019 (társszerző: Safonova, Tatiana) Evenki Microcosm. Evenki microcosm. Visual analysis of hunter-gatherers’ lifestyles in eastern Siberia. Studies in Social and Cultural Anthropology/SEC Publications. Kulturstiftung Sibirien. Fürstenberg/Havel, Germany
- 2013 (társszerző: Safonova, Tatiana) Culture Contact in Evenki Land. A Cybernetic Anthropology of the Baikal Region. Brill/Global Oriental. Inner Asian Series. Boston/Leiden
- 2013 (társszerző: Safonova, Tatiana) Vstrechi na Evenkijskoj Zemle. Kiberneticheskaja antropologija Bajkal'skogo regiona. Aletejja. Istoricheskaja kniga. Sankt-Peterburg
- 2011 (társszerző: Safonova, Tatiana) Az evenkik földjén. Kulturális kontaktusok a Bajkál-vidéken. Balassi Kiadó Budapest; 237 oldal, 3 fénykép tabló, 10 térkép, 1 ív színes fénykép, DVD-melléklet
- "Менин элим да Чыгыштын кулундары". Мажар (венгр) саякатчылары кыргыз жергесинде (19-кылымдын аягы – 20-кылымдын башы). „мой народ тоже отпрыск востока”. венгерские путешественники на киргизской земле (конeц 19-го и начало 20-го века) (Hungarian travellers in Kirgizia). Budapest 2002.
- Halkuló sámándobok: Diószegi Vilmos szibériai naplói és levelei, I (1957-1958). [Fading Shaman Drums: the Siberian diaries and letters of Vilmos Diószegi, vol. I (1957-1958)]. Edited: István Sántha. Budapest: MTA Néprajzi Kutatóintézet; L’Harmattan Kiadó. 2002 (Editor)

### Tanulmányok
- „Összetört értelem.” Falusi autoritások szocializációja kényszermunkatáborokban és börtönökben a második világháború után a Dél-Vértes példáján. (Broken Mind. Socialization of rural authorities in forced labour camps and in prisons after WWII in the case of Southern Vertes mountain in Hungary). In: VAKVÁGÁNY. A „szocializmus alapjainak lerakása” vidéken a hosszú ötvenes években 2. Magyar vidék a 20. században 3. Szerkesztette: Horváth Gergely Krisztián. MTA BTK, NEB, Budapest 2019: 523-576.
- Láthatatlan helyek, megfoghatatlan történelem Az egykori „orosz reptér” szerepe a front eseményeiről való mesélésben a Dél-Vértes térségben. (Invisible places, hidden histories. The role of the “Russian airport“ in storytelling about the atrocities during the front in the South Vertes region in Hungary.) Vakvágány. A “szocializmus alapjainak lerakása” vidéken a hosszú ötvenes években 1. Szerkesztette: Horváth Gergely Krisztián. MTA BTK-NEB, Budapest 2018: 515-538
- A front emlékezete. A Vörös Hadsereg kötelékében tömegesen és fiatalkorúakon elkövetett nemi erőszak kérdése a Dél-Vértesben (előtanulmány). (Memory of the front. The mass rape, and rape against juvenile in South Vertes mountains). In: Csikós Gábor−Földváryné Kiss Réka−Ö. Kovács József (szerk.): Váltóállítás. Diktatúrák a vidéki Magyarországon. MTA-BTK−NEB, Budapest 2017: 119-154.
- A sámánfa és az evenkik mindennapi élete – fotográfiai elemzés. (Shaman tree and the everyday life of Evenki. A photographic analysis). Ethno-lore. Szerkesztette Fülemüle Ágnes. MTA BTK Budapest 2015. (Tatiana Safonovával)
- A modernizáció elemei a kelet-szibériai evenkik kultúrájában. (Elements of Mondernisation in the culture of Evenki of East Siberia). In: Modernizáció, kulturális beidegződések és ideológiák. Szerkesztette: Sárkány Mihály. Ethno-Lore XXIX. Szerkesztette: Báti Anikó és Sárkány Mihály. MTA Bölcsészettudományi Kutatóközpont. Budapest 2012: 63-90 (Tatiana Safonova-val)
- Szibéria-kutatás ma. Gondolatok, vélemények és megközelítések. Sántha István – Tatiana Safonova: Az evenkik földjén. Kulturális kontaktusok a Bajkál-vidéken. (Siberian studies now. Thoughts, opinions and approaches. About I. Santha – T. Safonova’s In Evenki land. Culture Contact in Baikal Region) Budapest. Balassi. 2011. 240 oldal + 1 ív képmelléklet + DVD. Tabula 2011 14 (1-2): 161-192.:
- Uray-Kőhalmi Katalin (†): Kósza gondolatok (Sporadic thoughts) Sántha István és Tatiana Safonova könyvével kapcsolatban: 162-163.
- Nagy Zoltán: Kinek a könyve? (Whose book?): 163-168.
- Ruttkay-Miklián Eszter: Szabadság, egyenlőség, evenkiség (Liberty, Equality and Evenki): 169-172.
- Mészáros Csaba: Az antropológiai ismeretek természetéről (About the nature of the anthropological notions): 172-177.
- Sántha István- Tatiana Safonova: Hogyan lehet megérteni a könyvünket? (How our book could be understood): 177-192.
- Értelmiségi terek és magatartásformák fotográfiai elemzése egy kelet-szibériai kultúrház példáján. (Spaces and Forms of Behaviour of Local Intelligentsia: the Case of a ’House of Culture’ in East Siberia (Photographic Analysis). (Ethno-Lore, az MTA Néprajzi Kutatóintézet évkönyve XXVIII. Szerkesztette: Ispán Ágota Lídia és Magyar Zoltán. MTA Néprajzi Kutatóintézet Budapest 2011.: 235-258. with Safonova, Tatiana:
- Az evenkik drágaköve. Nefritbányászat a tajgában. (The Precious Stone of Evenki. Nephrite Mining in the Taiga). Földgömb 2011. május-június: 16-27
- Az evenkik drágaköve. (The Precious Stone of Evenki) Heti Válasz 2011/23: 32-33
- Diószegi Vilmos néprajzi expedíciói Dél-Szibériában és Észak-Mongóliában (1957-1964). Inde aurum – inde vinum- inde salutem Paládi-Kovács Attila 70. születésnapjára. ELTE BTK Tárgyi Néprajz Tanszék – MTA Néprajzi Kutatóintézet Budapest 2010: 527-539
- Zenegyűjtés, mint kommunikációs stratégia (Collecting Music as Communicative Strategy). Folklór és zene. Szerkesztette: Szemerkényi Ágnes. Akadémiai kiadó Budapest 2009: 508-517
- ’Mítoszban élni’ és a sámánkodás gyakorlata a Bajkál-tó környéki ehirit-burjátok körében. (“Living in the Myth ” and the Practice of Shamans among Ehirit – Buryats of the Baikal Region) // Berta, P. (ed.) Ethno-lore, XXVI. 2009 Budapest, MTA Néprajzi Kutatóintézete: 191–204 (with T. Safonova)
- A nem (gender) problematikája Oroszország északi közösségeinek életében. (The problem of Gender in the Life of Northern Communities in Russia) Budapest 2009, Tabula, 11(1-2): 147-154
- Színlelés – Idegenekkel kapcsolatos magatartási forma a Barguzin felső folyásánál élő kurumkáni evenkik körében. (Pokazukha- Pattern of Behaviour in Kurumkan of Eastern Buryatia) // Vargyas, G., Berta, P. (eds.) Ethno-lore, XXV. Budapest 2008, MTA Néprajzi Kutatóintézete: 71–87 (with T. Safonova)
- Almásy és Prinz. Magyar utazók a kirgizek földjén a huszadik század első évtizedében. (Georg von Almásy and Gyula Prinz. Hungarian Travellers in the Land of Kirghises in the first decade of 20th century.) In: Birtalan, Ágnes – Somfai Kara Dávid (Eds.): Kőember állott a pusztán. Tanulmánykötet Mándoky Kongur István emlékére. Budapest 2008: L’Harmattan: 131-148
- Veszélyes időben, veszélyes helyen – Diószegi Vilmos Szibéria és Belső-Ázsia határán. Földgömb 2008/5: 48-57.
- Almásy és Prinz. Két ellentétes arcélű magyar utazó Kirgizföldön a 20. század hajnalán. Földgömb 8, 54-63.
- “Ideje már a tajgába indulnunk!” Bolorun gerel. (Tanulmánykötet Kara György hetvenedik születésnapjára. Ed.: Birtalan Á, Rákos A. 2005/2007 (Cd) Budapest: 671-685
- “Hangalov gyűjtőfüzeteiből (1909)” [From the Diaries of M.N. Xangalov, the Buryat Ethnographer (1909)]. Népi kultúra – Népi társadalom. Akadémiai kiadó Budapest, 2003: 273-300
- Ki mutatta meg Galina Keptuke apjának a sámánutat. Csonka Takács Eszter – Czövek Judit – Takács András (szerk.): Mir-susné-xum. Tanulmánykötet Hoppál Mihály tiszteletére. Budapest 2002. Akadémiai Kiadó: 883-891
- “Nyugati burjátok” (Western Buryats). “Tofák” (Tofa). “Diószegi Vilmos szibériai munkássága és hagyatéka” (Siberian Expeditions and Heritage of Vilmos Diószegi). “Névmutató” (Index with biographies and publications). Halkuló sámándobok: Diószegi Vilmos szibériai naplói és levelei, I (1957-1958). [Fading Shaman Drums: the Siberian diaries and letters of Vilmos Diószegi, vol. I (1957-1958)]. Edited: István Sántha. Budapest: MTA Néprajzi Kutatóintézet; L’Harmattan Kiadó. 2002: 423-441; 411-421; 441-455; 259-409
- Áldozatbemutatás az ősnek. (Sacrifice for the Ancestor) In: Őseink nyomán Belsõ-Ázsiában II. (156-189.o.), szerk.: Birtalan Ágnes. Nemzeti Tankönyvkiadó Budapest, 1998
- Searching for Trust. Indigenous People in the Jade Business. In: Trust and Mistrust in the Economies of the China-Russia Borderlands (Edited by Caroline Humphrey). Amsterdam University Press: Amsterdam 2018 (in collaboration with Tatiana Safonova and Pavel Sulyandziga), pp. 205–228.

#### Angolul
- „Invisible Places, Hidden History”: The Role of the Former „Russian Airport” in Telling Stories about the Front in the South Vértes Region. „Small Places, Large Issues”: Military Space and Post-Military Place. Folklore Electronic Journal vol. 70. 2017. Tartu/Estonia, pp. 71–96. https://www.folklore.ee/folklore/vol70/
- Ethnographic accounts of visitors from the Austro-Hungarian Monarchy on the Asian peripheries of Russia and their contribution to the development of systematic ethnological studies in the Monarchy: Preliminary results and research perspectives. Acta Ethnographica 2017/2. In collaboration with Mészáros, Csaba – Krist, Stefan – Bashkuev, Vsevolod – Bělka, Luboš – Hacsek, Zsófia – Nagy, Zoltán – Sz. Kristóf Ildikó
- Who are the Evenki? In: Mac Kenzie, Leslie – Brun, Cécile: Clan River War. Arctic Rings Comics (Vo. 3.). Dualchass na Cloinne (Scotland) 2016: 54-63. (in collaboration with Tatiana Safonova)
- Evenki Hunter-gathering Style and Culture Contact. Hunter-Gatheres and their Neighbours in Asia, Africa, and South America. SENRI 94. Kazunobu Ikeya, Robert K. Hitchcock (Eds.). National Museum of Ethnology, 2016 Osaka/Japan: 59-80. (in collaboration with Tatiana Safonova)
- New Technologies among Evenki Hunter-Gatherers in East Siberia. A Photographic Analysis. Acta Ethnographica Hungarica (Vol. 61, Number 1.) Akadémiai kiadó, Budapest 2016: 59-88 (in collaboration with Tatiana Safonova)
- Gathering as onthological practice among Evenki of Eastern Siberia. Slovenska Národopis (Slovak Ethnology). 2016 (64) vol. 2, Bratislava: 192-227. (in collaboration with Tatiana Safonova)
- Hungarian Witnesses of Infrastructure Construction in Manchuria (1877-1931): The Case of the Eastern Chinese Railway. Inner Asia (Brill), 16/2014: 152-177 http://booksandjournals.brillonline.com/content/journals/10.1163/22105018-12340008
- Stories about Evenki People and their Dogs: Communication through Sharing of Contexts // M. Brightman, V. E. Grotti and O. Ulturgasheva (eds.) Animism in Rainforest and Tundra Personhood, Animals, Plants and Things in Contemporary Amazonia and Siberia. N.Y, Oxford: Berghahn Books 2012, 2014, pp. 82–95 (in collaboration with Tatiana Safonova) https://books.google.hu/books?id=EA2pAgAAQBAJ&pg=PA20&dq=marc+brightman&hl=en&sa=X&ei=oiOxVMryLJHgatPigsAO&redir_esc=y#v=onepage&q=marc%20brightman&f=false
- The Shaman Tree and the Everyday Life of the Evenki: A Photographic Analysis. Shaman Vol. 20. Nos. 1-2. Spring/Autumn Budapest 2012: 55-108. (in collaboration with Tatiana Safonova) Pokazukha in the House of Culture: The Pattern of Behavior in Kurumkan, Eastern Buriatiia. Reconstructing the House of Culture. Community, Self, and the Makings of Culture in Russia and Beyond. Eds.: Donahoe, Brian and Habeck, Joachim Otto. Berghahn Books. New York – Oxford 2011: 75-96. (in collabotaion with Safonova, Tatiana)
- Research Design and Methodology of the Comparative Research Project. „The Social Significance of the Hous of Culture”. Reconstructing the House of Culture. Community, Self, and the Makings of Culture in Russia and Beyond. Eds.: Donahoe, Brian and Habeck, Joachim Otto. Berghahn Books. New York – Oxford 2011: 277-291. (in collaboration with Donahoe, Brian – Habeck, Joachim Otto – Halemba, Agnieszka – Istomin, Kirill – Vaté, Virginie)
- Mapping Evenki Land. The Study of Mobility Patterns in Eastern Siberia. Folklore. Electronic journal of Folklore 49. (World Routes in the Arctic: Guest Editors: Lette, Art and Ventsel, Aimar.) Tartu 2011: 71-96. (in collaboration with Safonova, Tatiana)
- Loosing Culture. The Evenkis in Russia. 07 08 UNESCO Keizo Obuchi Research Fellowships Programme (2007-2008). Paris 2011: 79
- Being Local Outsiders: a Study of Chinese Ethos in East Siberia // Inner Asia, 12(2) (2010) Cambridge MIASU, pp. 347–364 (in collaboration with Safonova, Tatiana)
- Gender Distinctions in an Egalitarian Society: The Case of Evenki People of the Baikal Region // Anthropology of East Europe Review, Special Issue:"Gender Shift in the North of Russia", 28(2), Indiana University Bloomington 2010, pp. 120–139, http://scholarworks.iu.edu/journals/index.php/aeer/article/view/934/1042 (in collaboration with Safonova, T.)
- Walking Mind: The Pattern that Connects Evenki land, Companionship and Person. Science, Tecnology and Society. Yearbook of the Institute fro Advanced Studies. Profil Wien 2009 (2010): 311-325 (in collaboration with T. Safonova)
- Risk and Biography: Reversibility for Buryats and Circularity for Evenkis. Biography, Risk and Uncertainty. Forum of Qualitative Research Vol 11, No. 1 (2010). Institute for Qualitative Research and the Center for Digital Systems, Freie Universität Berlin (with T. Safonova) http://www.qualitative-research.net/index.php/fqs/article/view/1430
- “Bright Future?” The Knowledge, Practices and Strategies of the Young People in a South Siberian Evenki Village Generation P in the Tundra: Youth in Siberia. Guest editor A. Ventsel. Folklore 41 Tartuu 2009: 163-189; http://www.folklore.ee/folklore/vol41/
- Size and Place in the Construction of Indigeneity in the Russian Federation. Current Anthropology Volume 49, Number 6, Dec. 2008: 993-1020 (in collaboration with J. O. Habeck, B. Donahoe, A. Halemba) http://www.journals.uchicago.edu/doi/abs/10.1086/593014?prevSearch=%2528santha%2529%2BAND%2B%255Bjournal%253A%2Bca%255D&searchHistoryKey=
- Companionship among Evenki of Eastern Buryatia: a Study of Flexible and Stable Elements of Culture. Working Papers of Max Planck Institute for Social Anthropology No 99, Halle/Salle 2007 (with T. Safonova) http://www.eth.mpg.de/pubs/wps/pdf/mpi-eth-working-paper-0099.pdf
- Rituals, Forms of Behaviours and Solidarity: A Reflection on Hunters’ Groups in West Africa and South Siberia. Halle (Saale): Max Planck Institute for Social Anthropology. Report 2004-2005. Max Planck Institute for Social Anthropology, Halle 2005. (with Y. Diallo):61-75; http://www.eth.mpg.de/pubs/jb-04-05/2005_Report_Essays.pdf
- Evenki Culture and Society. ECHO-NECEP programme (EU-funded scientific project). Paris, 170 pp. Description on the bases of questionnaire for a web-site 2004. (in collaboration with A. Lavrillier (EPHE, Paris), http://www.ehess.fr/centres/necep
- Somewhere in Between: Social Ties on the Borderland between Taiga and Steppe to the West of Lake Baikal. In: Rebuilding Identities: Pathways to Reform in Post-Soviet Siberia. ed. E. Kasten. Dietrich Reimer Verlag Berlin 2005: 173-197. http://www.siberian-studies.org/publications/PDF/risantha.pdf
- Vilmos Diószegi’s Siberian Scientific Achievement and Inheritance. Acta Ethnographica Hungarica, 48 (3-4) 2003: 313-325.